# Jawe
Le jawe est une langue kanak, parlée par moins de 750 locuteurs (1996) au nord de la Nouvelle-Calédonie. Comme toutes les langues de ce territoire, le jawe est classé dans la branche océanienne des langues austronésiennes. À l'instar du nemi, du fwâi et du pije, il est parlé sur la commune de Hienghène; il figure dans le dictionnaire comparatif des langues de Hienghène, écrit par André-Georges Haudricourt et Françoise Ozanne-Rivierre en 1982.
Ne bénéficiant pas de l'aide à la transmission et de la légitimité conférées par l'enseignement public, elle est menacée d'extinction.